# Pouchetia
Pouchetia là một chi thực vật có hoa trong họ Thiến thảo (Rubiaceae).

## Loài
Chi Pouchetia gồm các loài: